# Bordata (guerra)

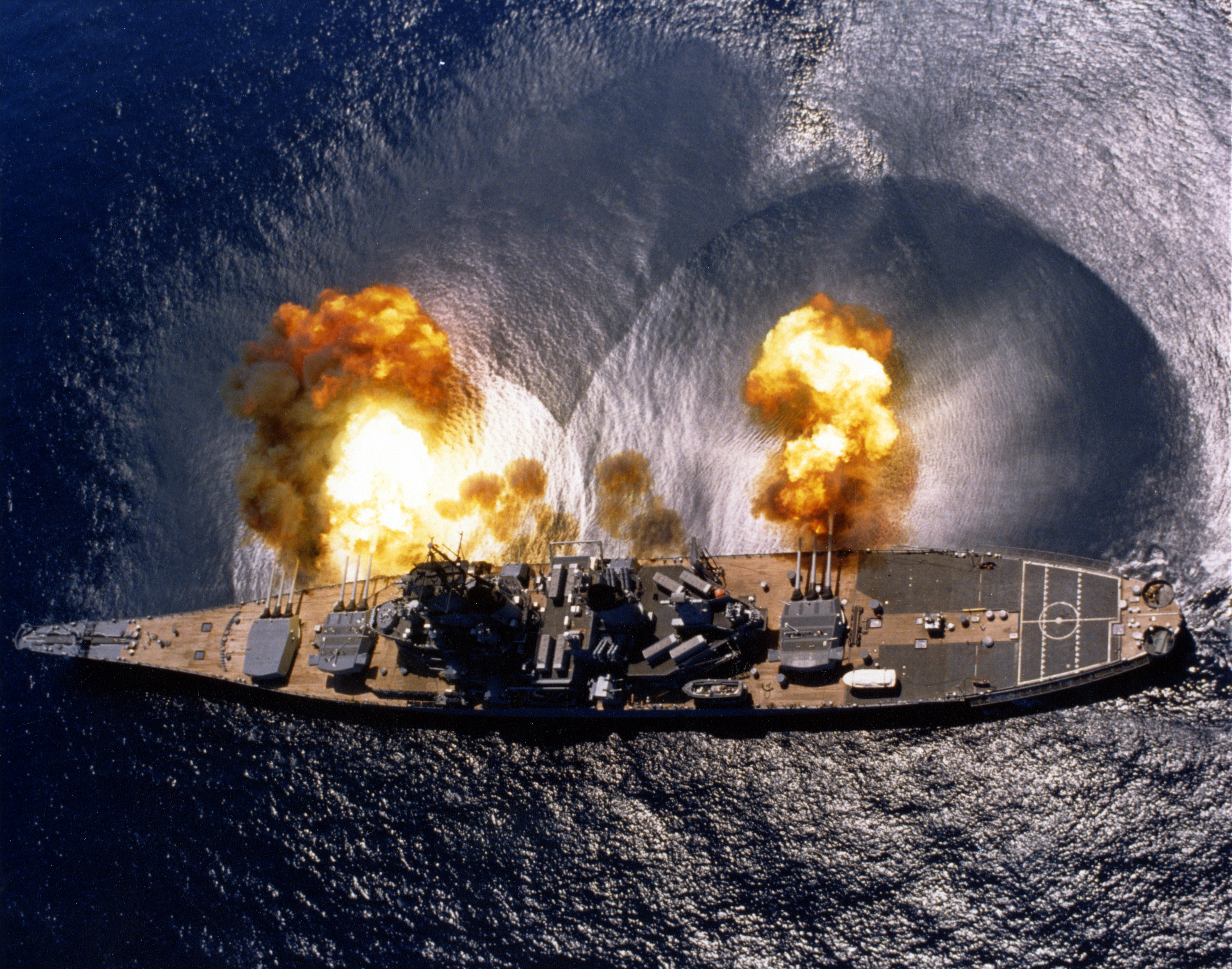
Una bordata dalla USS Iowa (1984). Notare lo spostamento dell'acqua sotto le bocche di fuoco.

Bordata si indica, nel tiro delle artiglierie di una nave, il fuoco eseguito simultaneamente da tutti i pezzi di uno stesso lato (salva).

## Evoluzione storica

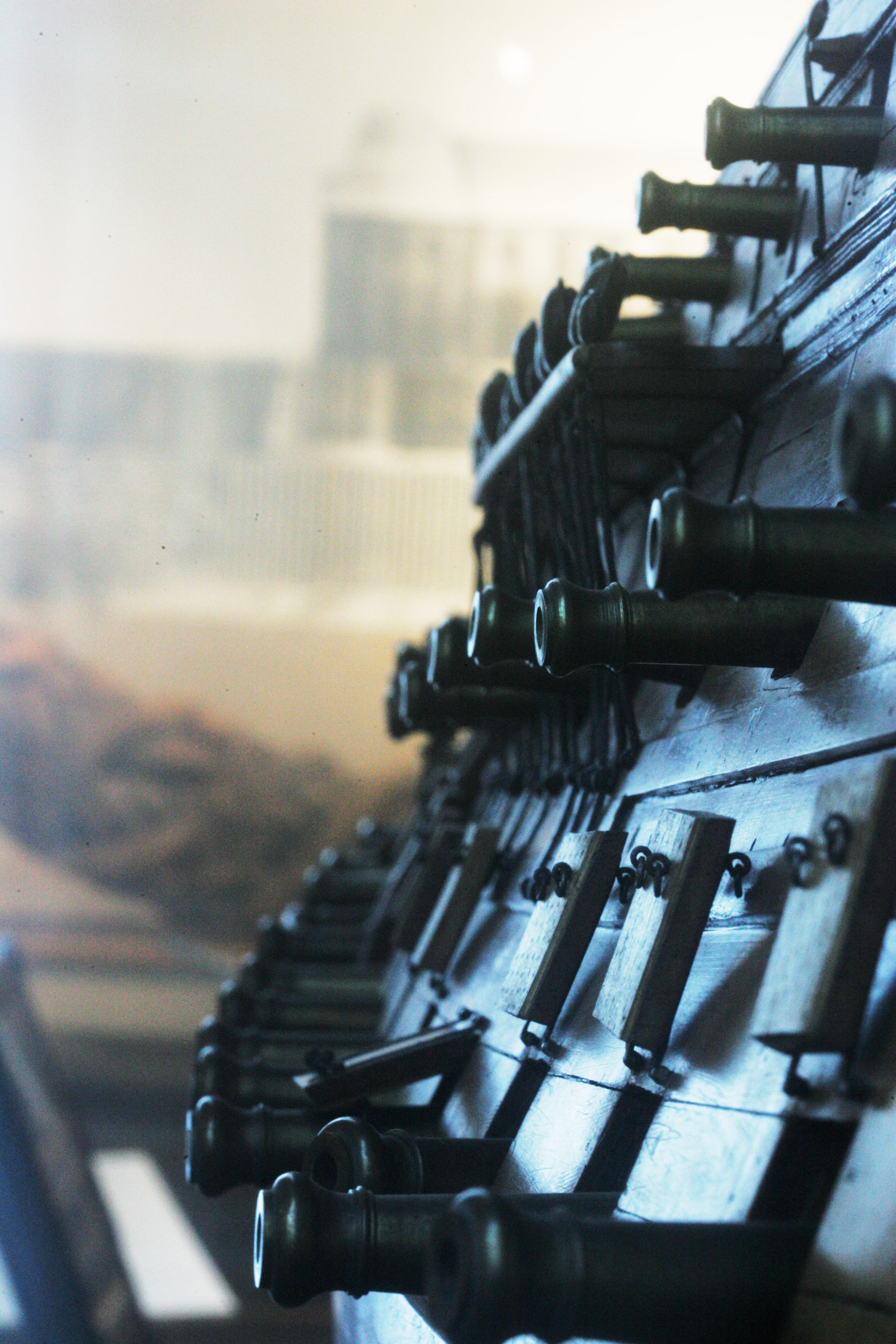
Cannoni su un vascello francese a 74 cannoni.

Durante l'era della navigazione a vela (e nei primi anni del vapore) le navi avevano lunghe file di cannoni nello stesso lato dello scafo, i quali potevano sparare solo da un lato; il fuoco simultaneo da tutte le armi su un lato della nave era conosciuto come bordata; sparare da tutte le armi da entrambi i lati veniva chiamato bordata doppia. I cannoni dei vascelli del XVIII secolo erano precisi solo a distanza ravvicinata, e la loro capacità di penetrazione era mediocre, cosicché gli scafi spessi delle navi di legno non potevano essere danneggiati, se non a distanze ravvicinate. Queste navi di legno navigavano accostando sempre di più l'una verso l'altra, fino a quando il fuoco dei cannoni non diventava efficace. La prima bordata era critica, in quanto era anche la più efficace, dato che i cannoni erano caricati con maggiore cura, quindi spesso il fuoco era trattenuto fino al momento in cui gli artiglieri del vascello non ritenevano di essere a portata efficace contro lo scafo nemico, e solo a quel punto veniva dato l'ordine di fuoco. La bordata sottoponeva a sforzi notevoli i legni della nave, così che le navi usavano raramente il fuoco di bordata, preferendo fare fuoco in successione, cioè con un leggero ritardo tra un cannone ed il successivo, in modo da non dare una sollecitazione concentrata; il fuoco in successione veniva usato anche quando si tagliava la rotta (passando di prua) o la scia (passando di poppa) all'avversario, permettendo al fuoco dei pezzi di devastare l'intero ponte (o gli interi ponti nel caso dei vascelli) che non avevano paratie intermedie. Una alternativa alla bordata a palle diretta sullo scafo era il tiro a mitraglia, destinato a colpire l'equipaggio avversario, o a palle incatenate (coppie di palle unite appunto da una catena) puntando i cannoni verso l'alto per danneggiare l'alberatura, le manovre e le vele togliendo quindi la possibilità di manovrare.

## Utilizzo come unità di misura

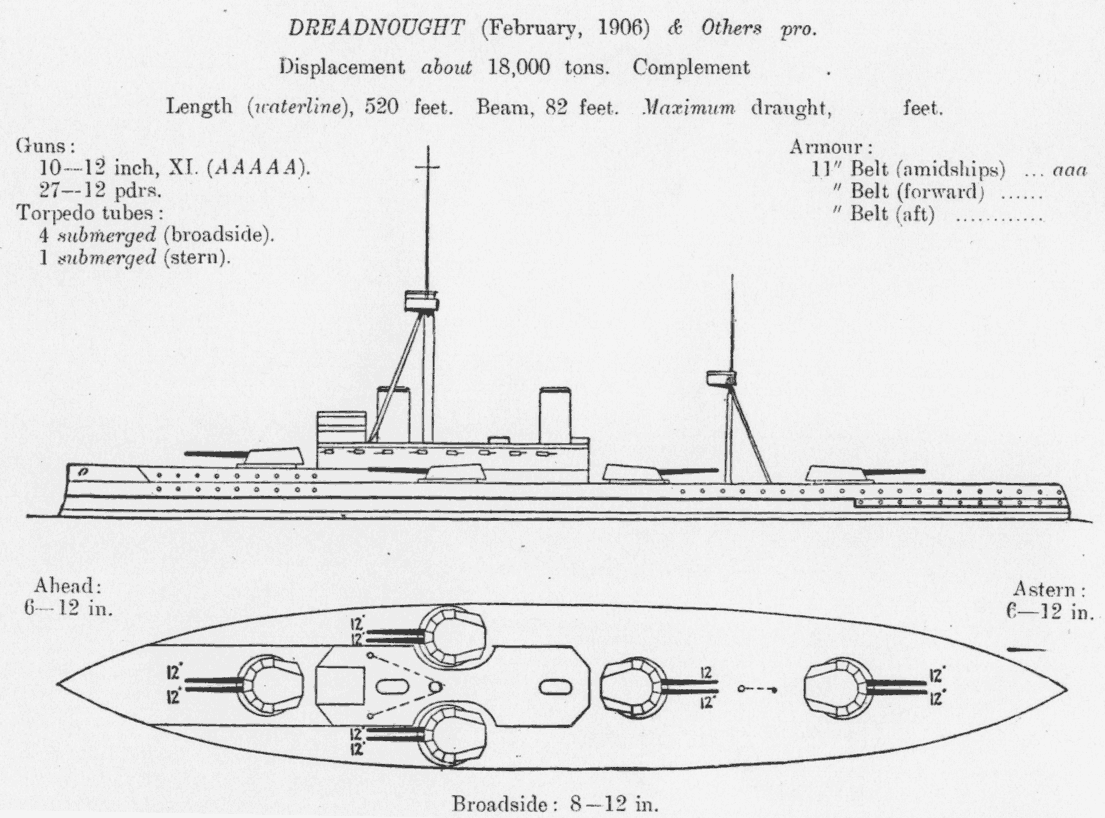
Due viste della HMS Dreadnought (1906), la prima nave da battaglia monocalibro, con 5 torri binate da 12", delle quali solo 4 potevano essere usate contemporaneamente per una bordata

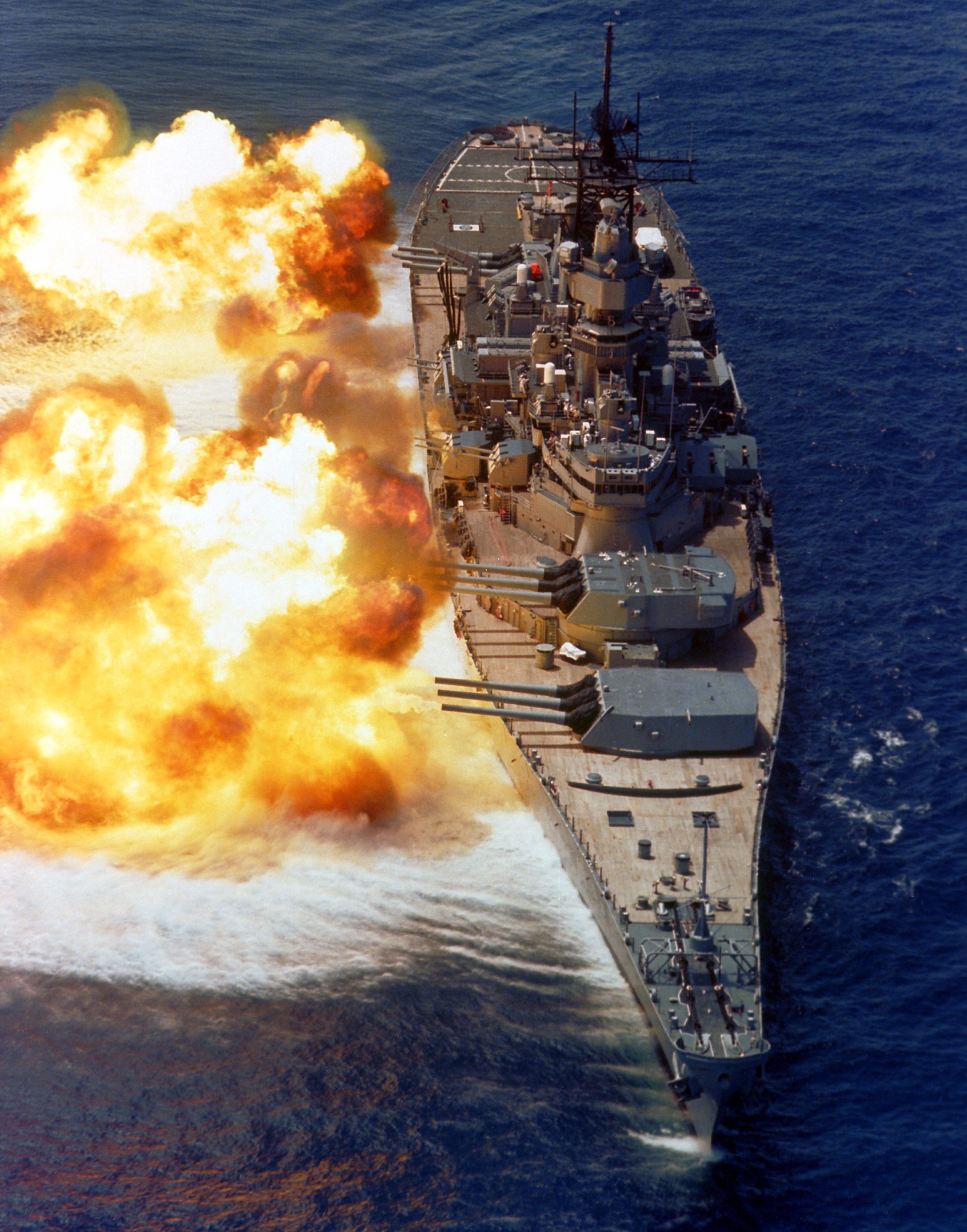
Altra immagine di una bordata sparata dalla USS Iowa.

Inoltre, il termine bordata è una misura della potenza massima simultanea di fuoco di una nave, che può essere scaricata su un unico obiettivo, in quanto questa concentrazione è di solito ottenibile sparando una bordata. Questa è calcolata moltiplicando il peso del proiettile dell'armamento principale della nave per il numero di cannoni che possono essere utilizzati. Se alcune torrette non sono in grado di sparare da entrambi i lati della nave, sono contati solo il numero massimo di cannoni che possono sparare da una parte o dall'altra. Ad esempio, le corazzate statunitensi classe Iowa hanno un armamento principale di nove cannoni da 16 pollici (406 mm), su torrette che possono essere regolate per una bordata unica. Ogni proiettile da 16 pollici pesa 2700 libbre (1224,7 kg circa), che moltiplicato per nove (il numero totale di cannoni in tutte e tre le torrette) corrisponde a un totale di 24300 libbre (11022 kg). Così, una corazzata classe Iowa ha una bordata di 11,0 tonnellate, che costituisce il peso dei proiettili che si possono teoricamente indirizzare su un bersaglio in una singola bordata.